# Mocedades canta a Juan Luis Guerra
Mocedades canta a Juan Luis Guerra es el vigesimosegundo álbum del grupo Mocedades, y el último de la formación única antes de su división, publicado en el año 2007. Los componentes de Mocedades en este álbum son Izaskun Uranga, Javier Garay, Fernando González, Rosa Rodríguez y Luis Hornedo. Por el momento, este álbum sólo ha sido publicado en México, siendo el único álbum de la formación única de Mocedades que de momento sigue inédito en España.

## Canciones
1. "Bachata rosa"  (4:08)
2. "La bilirrubina"  (4:07)
3. "Burbujas de amor"  (3:45)
4. "Frío, frío"  (3:31)
5. "Cuando te beso"  (3:24)
6. "Como abeja al panal"  (4:13)
7. "Ojalá que llueva café"  (4:20)
8. "Estrellitas y duendes"  (4:24)
9. "Palomita blanca"  (3:49)
10. "Visa para un sueño"  (3:36)

- Datos: Q6019925